# Дієго Домінгес (каноїст)
Дієго Домінгес (4 травня 2003 , Мадрид ) — іспанський спортсмен-веслувальник на каное, бронзовий призер Олімпійських ігор 2024 року.

## Виступи на Олімпіадах
| Олімпіада  | Дисципліна               | Місце |
| ---------- | ------------------------ | ----- |
| Париж 2024 | каное-двійки, 500 метрів | 3     |

## Зовнішні посилання
- Дієго Домінгес (каноїст) на сайті International Canoe Federation (англійська)
- Дієго Домінгес (каноїст) на сайті Olympics.com (англійська)